# Jacobu
Koordinaten: 6° 21′ N, 1° 40′ W
Jacobu ist ein Ort mit 7825 Einwohnern im Jahr 2000 in der Ashanti Region im westafrikanischen Staat Ghana. Er ist die Hauptstadt des Distriktes Amansie Central.
Jacobu ist der Sitz der Odotobri Rural Bank Ltd.; auch ein öffentliches sowie ein privates Krankenhaus sind hier gelegen. Die Poststelle in diesem Ort bedient den gesamten Distrikt.